# بوبي غوش
أباريسيم «بوبي» غوش (بالإنجليزية: Aparisim "Bobby" Ghosh) هو صحفي هندي والمحرر الرئيس لمجلة تايم. وهو الشخص غير الأمريكي الأول الذي عُين المحرر العالمي لتايم منذ أكثر من 80 سنة.

## المسيرة المهنية
شغل بوبي غوش منصب مدير مكتب تايم في بغداد وأحد المراسلين الذين بقوا أطول مدة في العراق. وكتب تقارير عن مناطق صراع أخرى كباكستان وكشمير

## روابط خارجية
- بوبي غوش على موقع IMDb (الإنجليزية)